# Satoru Nakajima
Satoru Nakajima, född 23 februari 1953 i Okazaki, är en japansk racerförare. Han är far till racerföraren Kazuki Nakajima.

## Racingkarriär
Nakajima tävlade från början i Formel Nippon där han blev mästare fem gånger.
Han debuterade i formel 1 för Lotus i Brasilien 1987. Hans bästa säsong blev 1987 då han körde ihop sju poäng och slutade tolva i förarmästerskapet. Efter tre säsonger i Lotus blev han försteförare i Tyrrell.

## F1-karriär
| Säsong | Stall/Tillverkare | Poäng | Placering |
| ------ | ----------------- | ----- | --------- |
| 1987   | Lotus-Honda       | 7     | 12        |
| 1988   | Lotus-Honda       | 1     | 16        |
| 1989   | Lotus-Judd        | 3     | 21        |
| 1990   | Tyrrell-Ford      | 3     | 15        |
| 1991   | Tyrrell-Honda     | 2     | 15        |